# 新塞勒姆 (伊利諾伊州默納德縣)
新塞勒姆（英語：New Salem）是位於美國伊利諾伊州默納德縣的一個非建制地區。該地的面積和人口皆未知。

## 地理
新塞勒姆的座標為39°58′25″N 89°50′23″W / 39.97361°N 89.83972°W，而該地的平均海拔高度為186米（即610英尺）。